# Gaio Vibio Rufo
Gaio Vibio Rufo (in latino: Gaius Vibius Rufus; 42 a.C. circa – 24?) è stato un magistrato romano, console dell'Impero romano.

## Biografia
Verosimilmente homo novus e appartenente ad un ramo della gens Vibia forse originario di Tusculum, Gaio Vibio Rufo sembra essere stato coetaneo di Tiberio, collocando dunque la sua data di nascita attorno al 42 a.C.
Vibio fu un noto retore, assiduo frequentatore delle scuole di declamazione, ed è citato verbatim una trentina di volte nelle Controversiae di Seneca il Vecchio. Il suo stile era vicino all'antiquum genus dicendi, senza evitare cotidiana verba ed espressioni grezze ma adeguate alle aguzze situazioni retoriche: queste sue caratteristiche gli fruttarono giudizi contrastanti, tra cui il biasimo di Lucio Cestio Pio, le lodi di Gaio Asinio Pollione e Votieno Montano, ed elogi misti a critiche da parte di Seneca.
Due aneddoti raccontati da Cassio Dione permettono di definire Vibio come un vero e proprio "collezionista di antichità", come del resto risulta chiaro dal suo stile retorico. Egli, durante i primi anni del regno di Tiberio, si vantava non solo di possedere la sella curulis un tempo usata da Giulio Cesare, creduta segno di sue aspirazioni al principato, ma anche di aver sposato, probabilmente anche per motivi economici, la seconda moglie di Cicerone, Publilia, di circa 20 anni più vecchia di lui, in modo da ricevere in dote da lei, secondo i contemporanei, l'abilità oratoria dell'Arpinate.
Tutto ciò però non dovette irritare Tiberio, il quale, probabilmente come ricompensa dei servigi che il figlio di Vibio gli aveva prestato, verosimilmente come tribuno militare, in Pannonia e Illirico tra 6 e 9 e forse in Germania tra 10 e 12, oltre che forse come riconoscimento di vicinanza caratteriale e interessi letterari comuni, lo promosse al consolato come suffetto dal luglio al dicembre del 16 insieme a Gaio Pomponio Grecino.
Oltre al consolato, la vicinanza tra Vibio e Tiberio è confermata da altre due notizie. La prima è la sua presidenza della seconda commissione dei curatores riparum et alvei Tiberis (istituiti nel 15-16), che rimase in carica probabilmente dal 20 al 23. La seconda, ben più ipotetica, sarebbe, secondo l'emendazione dell'elenco di Frontino proposta da Ronald Syme, la posizione di curator aquarum, che egli avrebbe ricoperto dal 23 al 24, quando sarebbe stato sostituito da Marco Cocceio Nerva evidentemente perché defunto in carica.
Vibio ebbe almeno un figlio, anche se probabilmente non da Publilia: Gaio Vibio Rufino, console suffetto insieme a Marco Cocceio Nerva nel 21 o 22, che, grazie alla testimonianza di Ovidio, suo amico e corrispondente, è forse possibile collocare al seguito di Tiberio nelle campagne illirico-pannoniche del 6-9, forse nelle campagne germaniche del 10-12 e sicuramente al trionfo del 23 ottobre 12; in seguito egli, forse identico all'esperto di alberi, fiori ed erbe citato da Plinio il Vecchio, sembra essere stato proconsole d'Asia nel 36-37 e infine legato di Germania Superiore probabilmente tra 41-42 e 46-47.